# Walt Hansgen
Walt Hansgen, né le 28 octobre 1919 à Westfield et mort le 7 avril 1966 à l'hôpital d'Orléans (France) à 46 ans, était un pilote automobile américain, essentiellement en voitures de sport sur circuits.

## Biographie
Sa carrière en compétition s'étala entre 1951 (sur Jaguar XK120) et 1966. Il fut l'un des pilotes en SportsCars américains les plus performants durant les années 1950.
En 1958 il vint aussi en Grande-Bretagne pour devenir pilote officiel de la marque Lister.
Il participa à cinq reprises consécutives aux 24 Heures du Mans de 1959 à 1963, avec l'écurie de Briggs S. Cunningham dès 1960. Il termina aussi 3e du Test du Mans en 1960 et 1961.
Il courut lors de deux Grand Prix des États-Unis, en 1961 et 1964 au Watkins Glen International, terminant 5e en 1964 sur Lotus 33 Climax V8 (2pts), ainsi qu'au Grand Prix automobile du Mexique 1962 alors hors championnat.
Il disputa à deux reprises les 500 miles d'Indianapolis, 13e en 1964 et 14e en 1965, sur Huffaker-Offenhauser à suspensions hydrauliques MG.
Il a participé au Championnat du monde des voitures de sport 1966 avec Mark Donohue (pilote dont il promut la carrière professionnelle), sur Ferrari 250 LM et Lola T70.
Il se tua sur Ford GT40 Mk2 7L de l'écurie Holman & Moody lors des essais en vue des 24 Heures du Mans 1966 par aquaplanage, en tentant de rallier une sortie d'échappatoire qu'il trouva trop tard fermée par une barrière de sécurité pour spectateurs.

## Palmarès

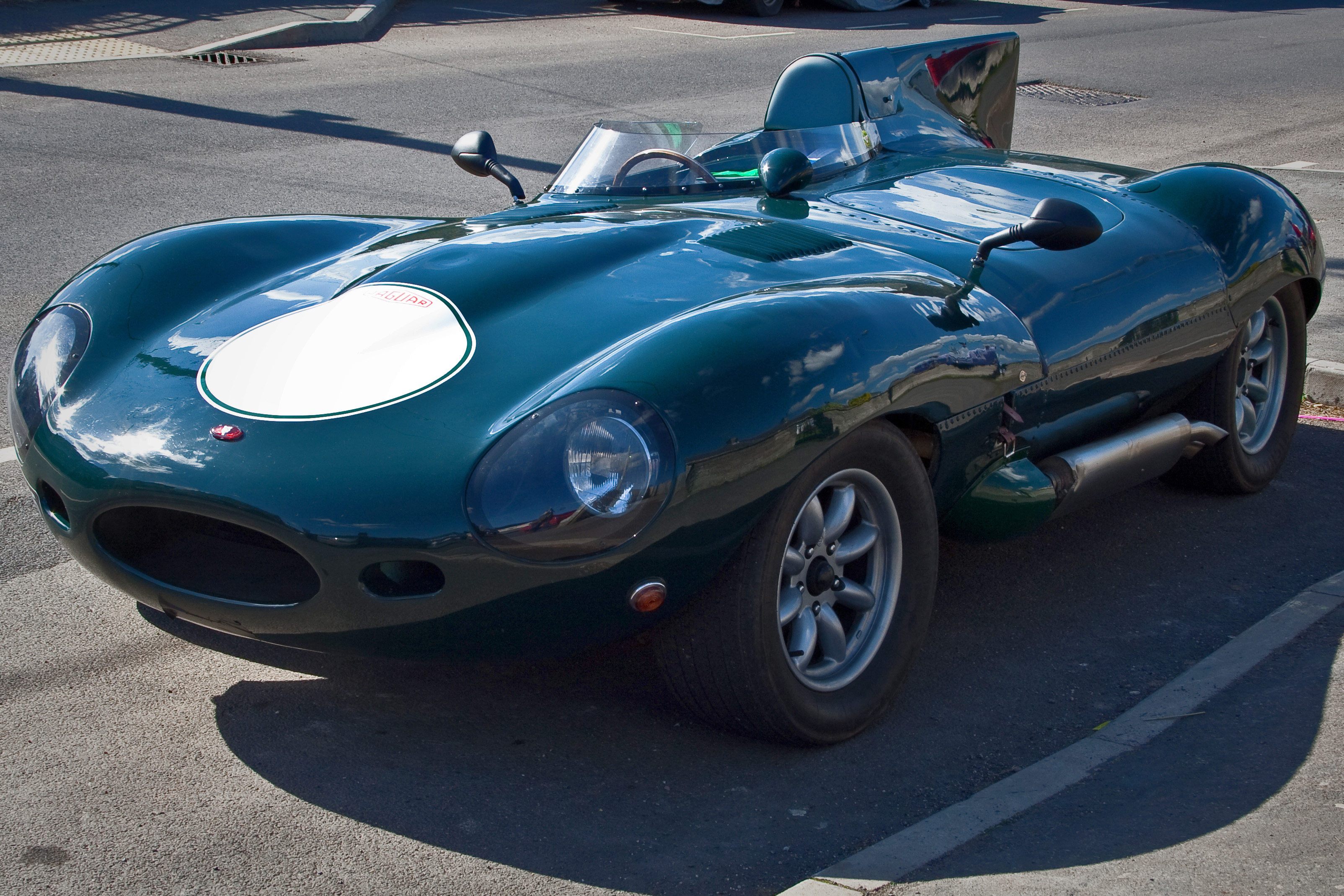
Une Jaguar D-Type.

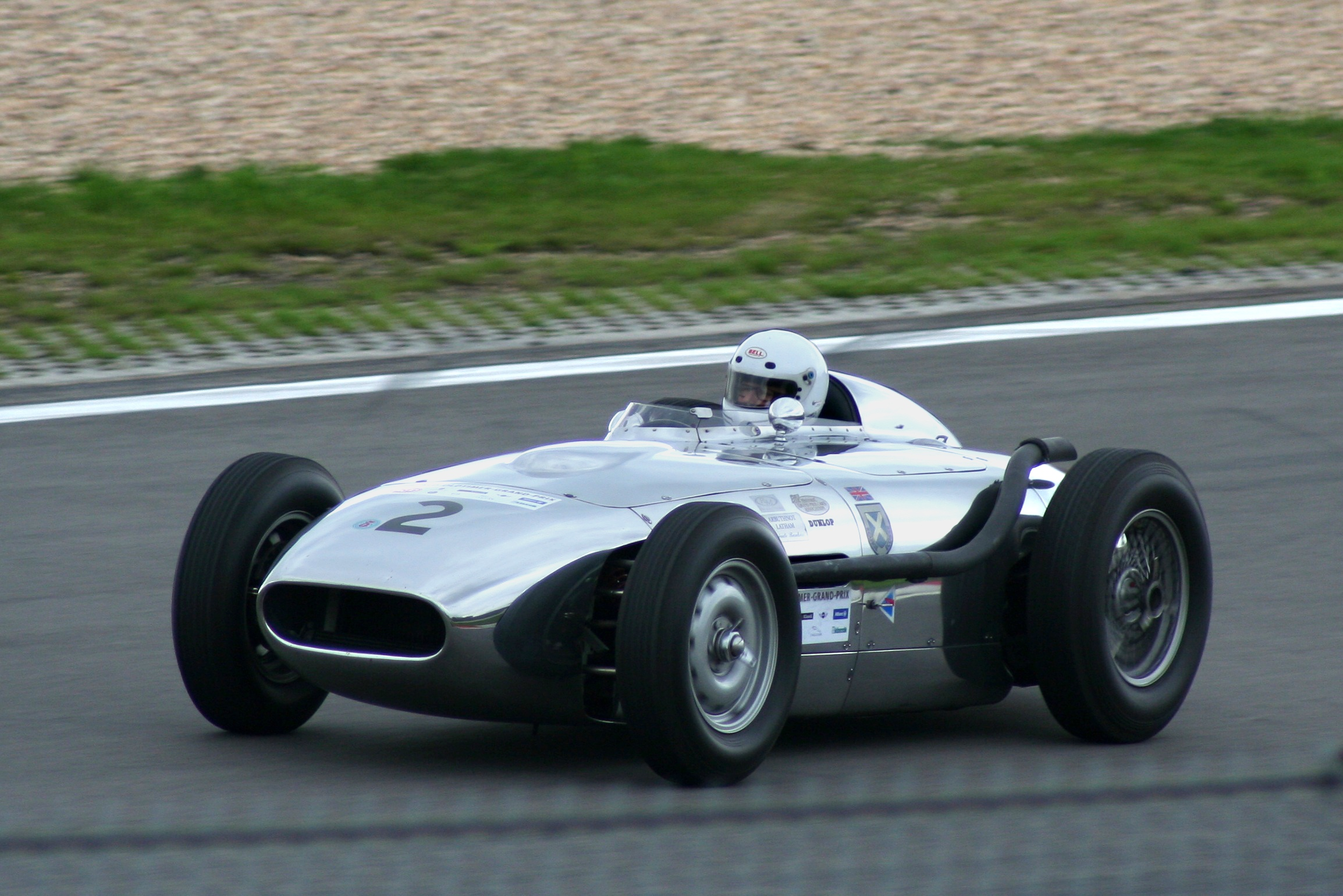
Une Lister Jaguar de 1958.

- Quadruple vainqueur du SCCA National Sports Car Championship (compétition créé en 1951, à laquelle il participa de 1952 à 1963, en remportant près de 35 courses), en 1956 (classe C Sports -C Modifiée, ou CM- <5L. sur Jaguar Type D)[2], 1957 (classe C Sports <5L. sur Jaguar D-Type)[3], 1958 (classe C Sports <5L. sur Jaguar D-Type et Lister-Jaguar) et 1959 (classe C Sports <5L. sur Lister-Jaguar);
  - Vice-champion SCCA National Sports Car Championship en 1963 (classe C Sports <5L. sur Cooper Monaco T61 et Maserati Tipo 64);

## Principales victoires absolues
- 6 Heures de Watkins Glen en 1953 (sur Jaguar XK120), 1957 (sur Jaguar Type D), 1959 (sur Lister-Costin Jaguar) et 1962 (sur Cooper Monaco T61-Buick); à trois reprises pour l'écurie de Briggs S. Cunningham, et également 2e en 1958 et 3e en 1965;
- SCCA National Sports Car 1953 (1): Cumberland (avec Jaguar Hansgen Special);
- SCCA National Sports Car 1954 (1): Thompson (avec Jaguar Type C Hansgen);
- SCCA National Sports Car 1955 (1): Thompson (avec Porsche 550 Don McKnought);
- SCCA National Sports Car 1956 (2): Cumberland (avec Tage Hansgen) et Thompson (avec Auto Engineering);
- SCCA National Sports Car 1957 (5): Road America, Marlboro, Montgomery, Watkins Glen citée supra et Bridgehampton (avec Auto Engineering puis surtout Briggs Cunningham);
- SCCA National Sports Car 1958 (8): Miami, Marlboro, VIR (Virginie), Cumberland, Bridgehampton, Lime Rock, Road America et VIR2 (avec Briggs Cunningham);
- Course Formule Junior inaugurale du Grand Prix des États-Unis 1959, sur Stanguellini.
- SCCA National Sports Car 1959 (5): VIR, Cumberland, Bridgehampton, Road America, et Watkins Glen citée supra (avec surtout Briggs Cunningham, et Ed Crawford team);
- SCCA National Sports Car 1960 (3): Cumberland, Bridgehampton et Montgomery (avec Briggs Cunningham);
- SCCA National Sports Car 1961 (5): VIR, Bridgehampton1, Bridgehampton2, IRP (Indianapolis) et Road America (avec Briggs Cunningham);
- SCCA National Sports Car 1962 (2): VIR, Bridgehampton et Watkins Glen citée supra (avec Briggs Cunningham);
- SCCA National Sports Car 1963 (1): Bridgehampton (avec Briggs Cunningham);
- 500 Milles Road America 1964 (alors hors du championnat, supprimé en 1965);
- 500 kilomètres de Bridgehampton 1964 (alors hors du championnat aussi);
- 200 Milles de Laguna Seca 1965 (le Grand Prix de Monterey, sur Lola T70);
  - 2e des 4 Heures de Sebring 1962;
  - 2e du Nassau Tourist Trophy (Bahamas) 1964;
  - 2e des 200 Milles de Las Vegas 1965;
  - 2e des 12 Heures de Sebring 1966 sur Ford Mk II (avec Mark Donohue);
  - 3e des 4 Heures de Sebring 1961;
  - 3e du Trophée du Gouverneur des Bahamas 1964 (Nassau);
  - 3e des 2 000 kilomètres de Daytona 1964 sur Ferrari 250 GTO (avec Bob Grossman) et  1966 sur Ford Mk II (avec Mark Donohue).

## Distinction
- USSC Driver of the Year en 1959 (avec George Constantine).